# Felicia macrorrhiza
Felicia macrorrhiza là một loài thực vật có hoa trong họ Cúc. Loài này được (Thunb.) DC. mô tả khoa học đầu tiên năm 1836.